# Dicranomyia (Dicranomyia) involuta
Dicranomyia (Dicranomyia) involuta is een tweevleugelige uit de familie steltmuggen (Limoniidae). De soort komt voor in het Nearctisch gebied.